# Chisocheton sarasinorum
Chisocheton sarasinorum là một loài thực vật có hoa trong họ Meliaceae. Loài này được Harms mô tả khoa học đầu tiên năm 1937.